# Нови Пављани
Нови Пављани су насељено место у саставу града Бјеловара, у Бјеловарско-билогорској жупанији, Република Хрватска.

## Историја
Место је насељено почетком 17. века
Почетком 20. века Нови Пављани су село - православна парохија и црквена општина. Њој припадају околна места: Брезовац, Галовац, Кокинац, Коријеново, Обровица и Стари Пављани.
Политичка општина се 1905. године налази у месту Гудовац. Од јавних здања ту су православна црква и комунална школа. Најближа пошта и телеграф су били у граду Беловару. Нови Пављани су имали тада 833 дома, од којих на српске отпада 324. Од укупног броја становника - 4177, Срба православаца је било 1511 душа или 36%.
Председник месне црквене општине 1905. године био је Драгољуб Царевић, а перовођа Станко Царевић. Православна парохија је 3. платежне класе, има парохијски дом и земљишну сесију. Православни храм је подигнут још 1680. године и посвећен је Св. апостолу Павлу. Темпло је осликао 1848. године сликар Јосиф Кућедрвић. Православни парох 1905. године био је поп Петар Босанац, рођен 1865. године у Липовчанима. Православне матрикуле су заведене 1780. године.
Месна основна школа је комунална по статусу. Има једно школско здање у којем раде, учитељ Милан Рогуља и учитељица Љубица Маловић. Редовну наставу похађа 87 ученика а пофторну још 15 ђака старијег узраста.

## Становништво
Насеље је према попису становништва из 2011. године имало 150 становника.
| Националност       | 1991.       |
| Хрвати             | 89 (53,61%) |
| Срби               | 43 (25,90%) |
| Југословени        | 26 (15,66%) |
| остали и непознато | 8 (4,81%)   |
| Укупно             | 166         |